# Aspidogyne misera
Aspidogyne misera là một loài thực vật có hoa trong họ Lan. Loài này được (Ormerod) Ormerod mô tả khoa học đầu tiên năm 2007.